# Guanacaste
Guanacaste er en provins i Costa Rica. Den ligger i den nordveste del af landet, og grænser op til Nicaragua og provinserne Alajuela og Puntarenas. Guanacastes administrationscentrum er Liberia. Provinsen har et areal på 10 141,53 km² og et indbyggertal på 326 953 (2011).
Navnet Guanacaste kommer fra guanacastetreet (Enterolobium cyclocarpum), Costa Ricas nationaltræ, som er normalt i provinsen.
Guanacaste er inddelt i 11 kantoner.